# Gelasinospora tetrasperma
Gelasinospora tetrasperma är en svampart som beskrevs av Dowding 1933. Gelasinospora tetrasperma ingår i släktet Gelasinospora och familjen Sordariaceae.  Arten är reproducerande i Sverige. Inga underarter finns listade i Catalogue of Life.